# 마크 밸리
마크 밸리(Mark Valley, 1964년 12월 24일 ~ )는 미국의 배우이다.

## 출연 작품

### 영화
- 이노센트 (1993)
- 비상 계엄 (1998)
- 넥스트 베스트 씽 (2000)
- Big Time (2001)
- 라이브! (2007, Live!)
- 슈렉 3 (2007) - 목소리
- 남경 (2007)
- 스톨른 (2012)
- 제로 다크 서티 (2012)
- 배트맨: 다크 나이트 리턴즈 (2012) - 목소리
- 건 샤이 (2017, Gun Shy)
- 어나더 타임 (2018, Another Time)

### 텔레비전
- 우리 생애 나날들 (1994-97)
- George Wallace (1997)
- Once and Again (2000-01)
- ER (2000-03)
- The 4400 (2004)
- 보스턴 리걸 (2004-07)
- Swingtown (2008)
- 프린지 (2008-09)
- 휴먼 타겟 (2010-11)
- 해리스 로우 (2011-12)
- 바디 오브 프루프 (2013)
- 크라이시스 (2014)
- CSI: 과학수사대 (2014-15)
- 하와이 파이브-0 (2016)
- 퓨드 (2017)
- 블러드라인 (2017)
- 플래시 (2018)